# Nós, Cidadãos!
O Nós, Cidadãos! (NC) é um partido político português, que se identifica como partido dos movimentos cívicos, apresentando-se como de centro a centro-direita no espectro político.
O partido tem origem na reflexão política que o Instituto da Democracia Portuguesa (IDP), fundado em 2007, começou a fazer, na sequência dos protestos de 15 de Setembro de 2012, contra a taxa social única, que chamaram a atenção para a necessidade de afirmação da sociedade civil. A decisão de o criar foi tomada na sequência do 1.º Encontro Informal de Movimentos Cívicos., a 13 de janeiro de 2013. 
Conseguiu reunir mais de 11 mil assinaturas para a sua legalização, tendo entregado cerca de 8 500 (acima das 7 500 exigidas por lei) no Tribunal Constitucional a 24 de março de 2015, com o propósito de concorrer às eleições legislativas de 2015.
A sua inscrição no registo dos partidos políticos portugueses foi aceite pelo Tribunal Constitucional a 23 de junho de 2015.
O presidente da Comissão Política Nacional eleito em 25 de julho de 2015 foi Mendo Castro Henriques. Sendo reeleito por 90% dos votos expressos em lista única, a 25 de fevereiro de 2018 no 2.º congresso de Oliveira de Frades, — concelho cuja presidência da câmara municipal o partido conquistou nas eleições autárquicas de 2017. Para o mandato 2020/2023 foi eleito, no congresso de Portalegre, Joaquim Rocha Afonso como novo presidente da Comissão Política Nacional.

## Princípios
- O bem comum e a dignidade da pessoa humana fundados nos valores da liberdade.
- Uma governação honesta e transparente que se vincule à verdade, alicerçada nos princípios da ética, da democracia e da proximidade;
- A responsabilização civil e criminal por gestão danosa de todos os agentes e de titulares de cargos políticos eletivos, no exercício de cargos públicos;
- Um desenvolvimento sustentado nas suas identidades e aspirações regionais;
- Uma equidade fiscal aplicável a pessoas e organizações;
- Uma segurança e uma defesa nacional adequadas aos nossos interesses estratégicos no quadro da UE, da NATO e da CPLP;
- A não discriminação por razão de idade, raça, religião e género;
- O bem-estar económico e social e uma ética de responsabilidade social das organizações;
- Uma gestão eficaz das oportunidades de desenvolvimento do país, ajustadas às necessidades das pessoas, das regiões e da atividade económica;
- A igualdade de tratamento e de acesso aos cuidados de saúde e à prática de atividades desportivas como formas sustentadas de assegurar o bem-estar social e a qualidade de vida;
- A construção de uma sociedade do conhecimento em que a igualdade de acesso à cultura, à educação e à ciência garantam o futuro de Portugal;
- Uma Europa mais respeitadora da dignidade da pessoa humana e mais solidária, mantendo a promessa de que todos têm a oportunidade de uma Vida melhor;
- Um mundo livre com regulação, preservando a concorrência e os direitos dos consumidores;
- A afirmação internacional de Portugal através de uma presença agregadora, nomeadamente nos espaços europeu, atlântico e lusófono;
- O uso sustentável dos recursos naturais e energéticos.[7]

## Eleições legislativas 2015
Nas eleições legislativas de 2015, realizadas em 4 de outubro desse ano, o partido conseguiu um total de 21.439 votos, a que correspondeu a 0,40% dos votos, não conseguindo eleger qualquer deputado.. Este partido, com fracas votações no território nacional, conseguiu a proeza de se classificar em 2.º lugar no círculo Fora da Europa (ganhando na China) à frente do Partido Socialista. Este partido pediu a impugnação das eleições nesse círculo eleitoral por alegadas irregularidades, mas o pedido foi rejeitado pelo Tribunal Constitucional.

## Eleições autárquicas 2017
Nas eleições autárquicas de 2017, realizadas em 5 de outubro desse ano, o partido conseguiu um total de 12.499 votos, a que correspondeu a 0,24% do total.. Elegeu 1 Presidente de Câmara, 4 vereadores, 15 membros de Assembleias Municipais e 42 Vogais de Assembleias de Freguesias. Para um partido emergente, foi um êxito, uma vez que mesmo partidos com assento Parlamentar não têm qualquer Presidente de Câmara 

## Eleições europeias 2019
Nas eleições europeias de 2019, realizadas em 26 de maio desse ano, o partido subiu para um total de 34.672 votos, a que correspondeu 1,05% do total, mas não elegeu deputado ao PE.. O Nós, Cidadãos tentou se coligar com o Movimento Partido da Terra (MPT) para as eleições, mas a coligação foi recusada pelo tribunal constitucional. Apesar disso, as listas do partido continuaram a incluir membros do MPT, como o eurodeputado José Inácio Faria, ainda que na qualidade de independentes. O cabeça de lista, Paulo de Morais, foi presidente da organização Transparência e Integridade (TIAC) em Portugal. Após as eleições europeias, O Nós, Cidadãos propôs ao partido Aliança, uma coligação pré-eleitoral ao Centro, mas ambos os partidos acabaram por seguir caminhos separados.

## Eleições legislativas 2019
O NC concorreu na generalidade dos círculos eleitorais, obtendo um total de 12 mil votos.

## Resultados eleitorais

### Eleições legislativas
| Data | Líder                  | Cl.  | Votos  | %             | +/-  | Deputados | +/-     | Status            |
| ---- | ---------------------- | ---- | ------ | ------------- | ---- | --------- | ------- | ----------------- |
| 2015 | Mendo Castro Henriques | 12.º | 21 439 | 0,40 / 100,00 |      | 0 / 230   |         | Extra-parlamentar |
| 2019 | Mendo Castro Henriques | 15.º | 12 379 | 0,24 / 100,00 | 0,16 | 0 / 230   | Estável | Extra-parlamentar |
| 2022 | Joaquim Rocha Afonso   | 20.º | 4 553  | 0,08 / 100,00 | 0,16 | 0 / 230   | Estável | Extra-parlamentar |
| 2024 | Joaquim Rocha Afonso   | 19.º | 2 396  | 0,04 / 100,00 | 0,04 | 0 / 230   | Estável | Extra-parlamentar |
| 2025 | Joaquim Rocha Afonso   | 18.º | 3 312  | 0,05 / 100,00 | 0,01 | 0 / 230   | Estável | Extra-parlamentar |

### Eleições europeias
| Data | Cabeça de Lista | Cl.  | Votos  | %             | +/- | Deputados | +/- |
| ---- | --------------- | ---- | ------ | ------------- | --- | --------- | --- |
| 2019 | Paulo de Morais | 10.º | 34 672 | 1,05 / 100,00 |     | 0 / 21    |     |

### Eleições autárquicas
| Data | Cl.  | Votos  | %             | +/-  | Presidentes CM | +/- | Vereadores | +/- | Assembleias Municipais | +/- | Assembleias de Freguesias | +/- |
| ---- | ---- | ------ | ------------- | ---- | -------------- | --- | ---------- | --- | ---------------------- | --- | ------------------------- | --- |
| 2017 | 13.º | 12 495 | 0,24 / 100,00 |      | 1 / 308        |     | 4 / 2 074  |     | 15 / 6 461             |     | 42 / 27 019               |     |
| 2021 | 23.º | 15 226 | 0,30 / 100,00 | 0,06 | 0 / 308        | 1   | 5 / 2 074  | 1   | 20 / 6 448             | 5   | 47 / 26 790               | 5   |

| Municípios         | 2017  | 2017 | 2021  | 2021 |
| ------------------ | ----- | ---- | ----- | ---- |
| Alandroal          |       |      | 1 / 5 | 2.º  |
| Crato              |       |      | 1 / 5 | 2.º  |
| Oleiros            | 2 / 5 | 2.º  |       |      |
| Oliveira de Frades | 3 / 5 | 1.º  | 2 / 5 | 2.º  |
| Vila Nova de Paiva |       |      | 1 / 5 | 3.º  |